# Cithaerias pyritosa
Cithaerias pyritosa (gênero Cithaerias) é uma borboleta neotropical da família Nymphalidae e subfamília Satyrinae, encontrada no Brasil amazônico (Amazonas) e Colômbia, em habitat de floresta tropical. São borboletas com asas arredondadas e extremamente translúcidas, com pequenos ocelos em cada asa posterior e mancha de cor rosa a avermelhada.

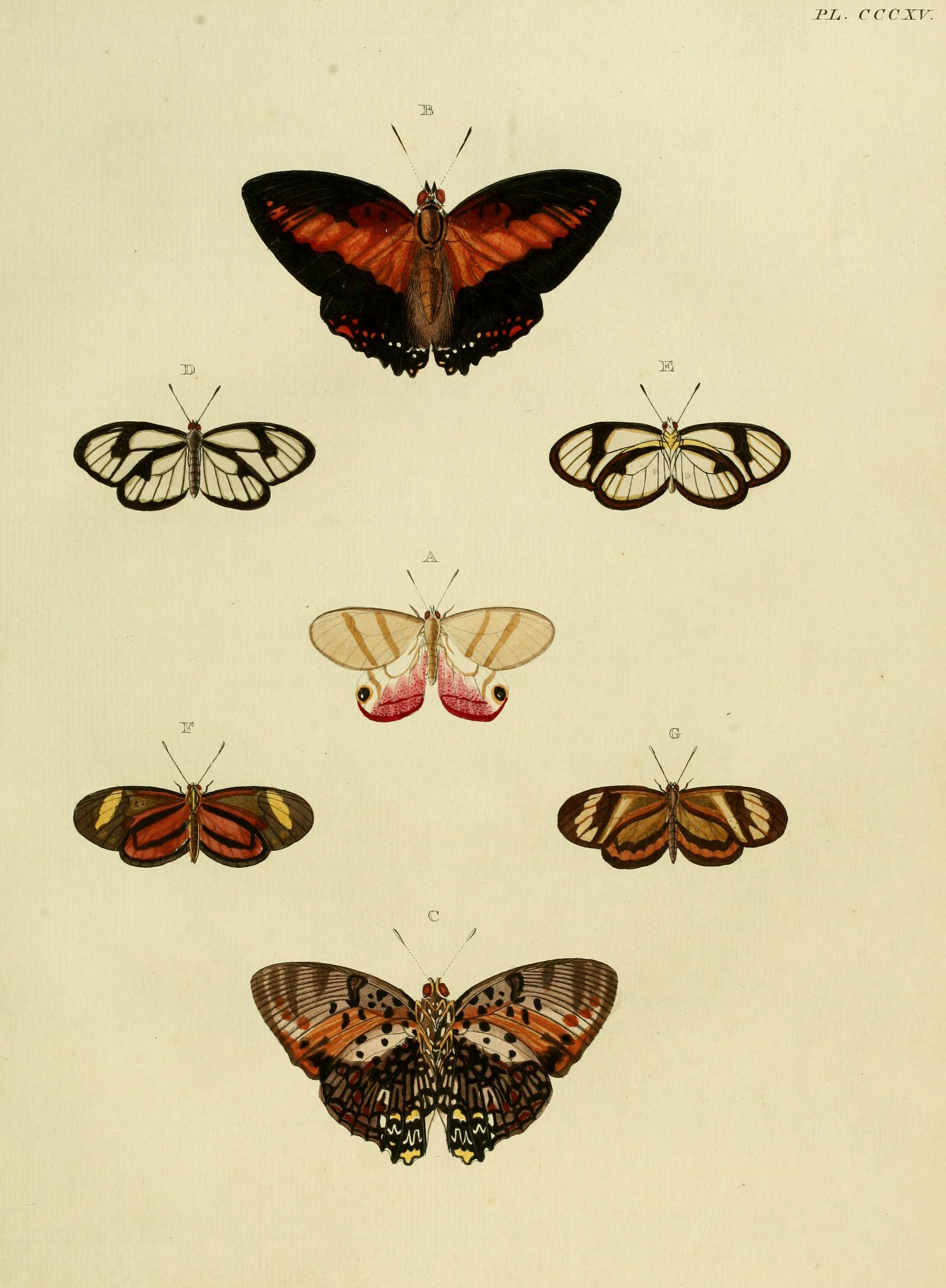
Embora C. pireta seja a ilustração central nesta gravura de 1779, a espécie C. pyritosa muito se assemelha, com sua mancha vermelha exatamente dividida abaixo da metade inferior da asa posterior, deixando o ocelo em área translúcida.

## Hábitos
Segundo Adrian Hoskins, sobre Cithaerias pireta, as borboletas deste gênero são encontradas solitárias, ou em duplas, nos recessos úmidos e sombrios das florestas, sendo de voo quase sempre crepuscular e de baixa altura. Se alimentam de frutos fermentados, caídos no solo.